# 놀TV
놀TV(NOLL TV)는 대한민국 최초의 놀이 전문 채널로 2010년 8월 2일에 개국했다. 2018년 4월 19일에 폐국되어 그 자리에 JTBC4가 새로 개국하였다.

## 채널 개요
레저장르를 알려주는 놀TV는 전 국민의 TV속 놀이터가 되려 노력하고 있으며 무한한 피로로 축 처진 사람들의 기를 세워주기 위해 노력하고 있다. 놀이 문화산업을 발전시키기 위해 설립되었다고 한다. 2014년 7월부터 HD 방송이 송출되었다.